# Капустина, Татьяна Порфирьевна
Татья́на Порфи́рьевна Капу́стина (4 ноября 1935, Ленинград — 17 мая 2020, Санкт-Петербург) — советская, российская художница, иллюстратор детской книги.

## Биография
С серебряной медалью окончила среднюю художественную школу при Институте живописи, в 1961 году — графический факультет Ленинградский институт живописи, скульптуры и архитектуры имени И. Е. Репина, где училась у профессоров Л. Ф. Овсянникова, В. А. Ветрогонского; одновременно занималась в мастерской книжной графики М. А. Таранова.
Участвовала в экспедициях на Памире, Таймыре, Командорских островах, Дальнем Востоке, в заповеднике Аскания-Нова, в Антарктиде, из которых всегда привозила много рисунков и акварелей, исполненных с натуры.
Член Союза художников СССР.
Заслуженный художник РФ (2018) 
Скончалась в городе Санкт-Петербурге в возрасте 84 лет.

## Творчество
Мастер эстампа, рисунка и акварели; анималист; иллюстратор детской книги.

… одна из лучших анималистов страны— Валентин Иванович Курдов (цит. по:)
.
С 1959 года, когда вышла первая иллюстрированная ею книга (А. П. Чехов «Белолобый»), издано более 120 книг с рисунками Т. П. Капустиной — в том числе книги Л. Толстого, А. Чехова, Д. Мамина-Сибиряка, В. Бианки, М. Пришвина, Б. Житкова, Г. Снегирева, К. Паустовского, В. Пановой, С. Сахарнова, Э. Сетона-Томпсона и многих других. Общий тираж иллюстрированных ею книг превышает 20 миллионов экземпляров (издательства: Весёлка, Киев; Детгиз; Малыш, Лениздат, Детская литература, Тимошка, Мир ребёнка).
В составе различных экспедиций побывала на Таймыре (рисовала тундру), в Средней Азии писала сайгаков и верблюдов, на Камчатке — северные моря, а также многочисленных обитателей тех мест — собак, оленей, тюленей. Побывала в Антарктике, нарисовав картины с той поездки о далеких, загадочных островах, могучих кораблях, веселых пингвинах, зеленых и снежных айсбергах. В её работах — истории дальнего плавания, картины природы, жизнь человека как части природы.
Первая проиллюстрированная ею книжка вышла в 1959 году — А.П.Чехов «Белолобый». С тех пор было издано более 120 книг с рисунками Капустиной — в том числе книги Л. Толстого, А. Чехова, Д. Мамина-Сибиряка, В. Бианки, М. Пришвина, Б. Житкова, Г. Снегирева, К. Паустовского, В. Пановой, С. Сахарнова, Э. Сетона-Томпсона и многих других. Несколько поколений детей познакомились с творчеством этих писателей по книгам с её иллюстрациями. А общий тираж проиллюстрированных ею книг превышает 20 миллионов экземпляров. Работала в издательствах: Весёлка (Киев), Детгиз (Москва, Ленинград), Малыш, Лениздат, Детская литература, Тимошка, Мир ребёнка.

### Избранные публикации
- Бианки В. В. Теремок : [сказка] / [рис. Т. Капустиной]. — СПб.; М. : Речь, 2014. — [16] с. — (Серия: Любимая мамина книжка). — 5000 экз. — ISBN 978-5-9268-1640-9
- Виноградова Н. В. Желтоглазый : [повесть] / [ил. Т. Капустиной]. — СПб.: Чудо-дерево, 2007. — 46+1 с. — (Он живой и светится…). — 1000 экз. — ISBN 978-5-91199-003-9. — 1000 экз. — ISBN 978-5-91199-003-9
- Грабовский Я.[пол.] Муха с капризами : [для старшего дошк. и мл. шк. возраста] / [Ил. Т. Капустиной]. — М.: Мелик-Пашаев, 2015. — 117+2 с. — 5000 экз. — ISBN 978-5-00-041100-1
- Кервуд Д. О. Казан, благородный волк : [повесть] / [ил. Т. Капустиной]. — СПб.: Азбука-классика, 2009. — 287 с. — (Лучшие истории про животных). — (Из личной библиотеки). — 5000 экз. — ISBN 978-5-9985-0285-95000
- Силина Л. И. Нет кота хитрее Васьки : стихи для самых маленьких / Рис. Т. Капустиной. — СПб.: [б.и.], 2009. — 12+1 с. — 150 экз. — ISBN 978-5-89319-138-7
- Сладков Н. И. Весенние радости : [для детей старшего дошк. и мл. шк. возраста] / Ил. Т. Капустиной. — СПб. : Амфора, 2010. — 45+2 с. — (Художники — детям). — 7053 экз. — ISBN 978-5-367-01492-1
- Снегирев Г. Я. Первое солнышко : [рассказы] / Рис. Т. Капустиной. — СПб.; М.: Речь, 2014. — 77+2 с. — (Серия: Любимая мамина книжка). — 7000 экз. — ISBN 978-5-9268-1663-8
- Соколов-Микитов И. С. Лесные рассказы : [для мл. и сред. шк. возраста] / Рис. Т. Капустиной. — СПб.: Амфора, 2010. — 94+2 с. — (Ребятам о зверятах). — 7108 экз. — ISBN 978-5-367-01495-2

### Выставки
- 1962 «Зоопарк» — 1962 год, Государственный Русский музей
- 1971 года, Лекторий Русского музея
- 1973 г, Кинотеатры
- журнал «Костер» — 1971, 1999, 2000
- 1976 магазин «Ленинград» — 1976
- 1985 «детский книжный мир» — 1985
- 1988 «Дом Детской книги» — 1988
- 1991 Союз Художников — 1991; г. Пушкин, Музей Современного искусства, 1995; выставочный зал на Охте — 1998
- кабинет истории искусств Академии Художеств — 1998—2003 (множество выставок без перерыва)
- 2003 кафе «Бродячая собака» — 2003
- 2003 «Центр Книги и графики», Кронштадт, художественная школа
- 2003 «Арктика, Атлантика, Антарктика: Почти вокруг света» (2003, Кронштадт)
- 2005 «Все звери мои» (2005, г. Пушкин)
- 2006 «70 лет „Костру“ и мне» (2006, С-Петербург)
- 2016 Юбилейная персональная выставка Капустиной Татьяны Порфирьевны «Все зверята мои» 19 — 11 марта 2016 года[6]
- 2020 27 августа - 9 сентября В «Республике кошек» на улице Якубовича, г. Санкт-Петербург проходила выставка иллюстраций Татьяны Капустиной, графика ленинградской школы, классика анималистического жанра, к книге Ольги Смирновой «Дикие кошки»[7].
- 2020 «Печатная графика Санкт-Петербургских художников» (2020, С-Петербург)[8]. Работы художницы представлены в каталоге выставки[9].
- 2020 25 сентября 2020 Открытие фестиваля ЗООАРТ 2020. Пресс конференция. Презентация персональной выставки Т.П.Капустиной. Санкт-Петербург, Невский пр., 70. Дом журналиста[10]
- 2020 12 октября - 12 ноября Персональная Мемориальная выставка, Т.П. Капустиной Санкт-Петербург, Невский пр., 70. Дом журналиста, выставочные залы[10]
- 2021 19 мая - 21 октября Персональная выставка Т.П. Капустиной г. Тольятти, Лицей искусств, интерактивная выставка «Все звери мои» - Почти вокруг света[11].
- 2022 6 сентября - 6 октября Персональная выставка Т.П. Капустиной г. Сызрань, галерее Макарова А.М. - "Наследие", «Все звери мои» [12][13]
- 2022 16 ноября - 19 декабря Персональная выставка Т.П. Капустиной в Моско́вском зоопа́рке (Государственное автономное учреждение культуры «Московский государственный зоологический парк») [14]

- 2023 23 июня - 3 сентября 2023 года Персональная выставка Т.П. Капустиной в Музейно-выставочном комплексе Школы акварели Сергея Андрияки, «Все звери мои» [18][19][20]
- 2024 9 февраля - 10 марта 2024 года Персональная выставка Т.П. Капустиной в г. Самара, в галерее Союза художников России, «Все звери мои» [21][22][23][23][24][25][26]

Зарубежные выставки художницы:
- 1973 — «Графика художников Ленинграда» в Болгарии
- 1976 — «Украинская советская детская книга», Прага
- 1983 — «Международная книжная ярмарка», Москва
- 1987 — Вьетнам, Хошимин

Работы художницы Татьяны Порфирьевны Капустиной находятся в разных уголках России: от Русского музея до Комсомольска-на-Амуре, за рубежом (Болгария, Чехия, Словакия, Вьетнам, Германия) и в частных коллекциях. Татьяна Порфирьевна — активная участница всесоюзных, всероссийских, международных выставок: «Наш современник», Международной книжной ярмарки в Сокольниках, Юбилейной выставки художников-анималистов в Москве и т. д.